# Sartwellia
Sartwellia es un género de plantas fanerógamas perteneciente a la familia de las asteráceas. Tiene 6 especies descritas y de estas, solo 5 aceptadas.

## Taxonomía
El género fue descrito por Jesse More Greenman y publicado en Smithsonian Contributions to Knowledge 3(5): 122–123, pl. 6. 1852.	La especie tipo es: Sartwellia flaveriae A.Gray

## Especies aceptadas
A continuación se brinda un listado de las especies del género Sartwellia aceptadas hasta julio de 2012, ordenadas alfabéticamente. Para cada una se indica el nombre binomial seguido del autor, abreviado según las convenciones y usos.
- Sartwellia flaveriae A.Gray
- Sartwellia gypsophila A.M.Powell & B.L.Turner
- Sartwellia humilis I.M.Johnst.
- Sartwellia mexicana A.Gray
- Sartwellia puberula Rydb.